# Pavol Lisý
Pavol Lisý (* 9. února 1995 Dunajská Streda, Slovensko) je první profesionální hráč deskové hry go certifikovaný EGF (Evropská Federace Go).

## Životopis
Pavel se po absolvování gymnázia Grosslingová věnoval studiu na Fakultě matematiky, fyziky a informatiky při Univerzitě Komenského v Bratislavě. Zde úspěšně obhájil nejprve bakalářskou práci na téma: "Kryptomeny" a následně diplomovou práci na téma: "Využitie štatistického modelovania pre predikciu správania hráčov mobilných hier". V současné době se kromě go živí jako programátor v oblasti zpracování dat.

## Goistická kariéra
Pavel Lisý začal hrát go ve věku 5 let. První turnaj absolvoval ve věku 6 let na Evropském dětském šampionátu v 2001, kde vyhrál všechny hry. V domácích podmínkách pokračoval ve zlepšování, posléze jedou týdně docházel na výuku k Miroslavu Poilaku 3d. V roce 2009 získal stipendium sponzorovaném Kim Sung-Rae 8p, který vybraných 10 studentů z 10 zemích pozval na 3 měsíční studium v horách nedaleko Pekingu. V Koreji studoval pod dohledem profesionálních hráčů: Kim Sung-Rae 8p, Kim Seong-Ryong 9p and Hong Seul-Ki 7d. V roce 2012 dosáhl třídy 6 dan a o rok později třídu dále zvýšil na 7 dan.

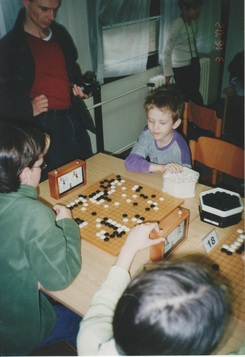
Pavol Lisy v sedmi letech

V roce 2014 vyhrál první evropský kvalifikační turnaj na profesionálního hráče a stal se prvním evropským profesionálním hráčem go.
V roce 2018 získal druhý profesionální dan.

## Herní úspěchy
- Vicemistr  European Grand Prix final (2019)
- Mistr Evropy (2018)
- Mistr Evropských profesionálů (2018)[18]
- 2. místo Grand Slam (2018)
- 1. profesionální evropsky hráč (2014)
- Sedminásobný mistr Slovenska (2010–2014, 2017, 2020)
- Trojnásobný mistr Evropy juniorů U20 (2011, 2013, 2015)
- 5. místo World Amateur Go Championship, Sendai, Japonsko (2013)
- 1. místo Qinling Mountains Cup, Xian, China (2014)
- 3. místo 2nd European Grand Slam, Berlín, Německo (2016)
- 3. místo 2nd European Professional Championship, Petrohrad, Rusko (2017)
- 1. místo na více než 55 turnajů